# Jeux de la Commission de la jeunesse et des sports de l'océan Indien 1995
Navigation
Jeux 1999
Les Jeux de la Commission de la jeunesse et des sports de l'océan Indien 1995, première édition des Jeux de la Commission de la jeunesse et des sports de l'océan Indien, ont eu lieu du 29 août 1995 au 2 septembre 1995 à Maurice.